# Ferrari Sergio
De Ferrari Sergio is een automodel van het Italiaanse automerk Ferrari. De naam Sergio is een eerbetoon aan de auto-ontwerper Sergio Pininfarina, die in 2012 overleed. De Ferrari Sergio werd tentoongesteld op de Autosalon van Genève. Van dit model komen er 6 exemplaren.

## Beschrijving

### Ontwerp
De Ferrari Sergio is gebaseerd op de Ferrari 458 Spider.

### Motor
De motor van de Sergio is een 4,5-liter V8 met 605 pk en komt uit de Ferrari 458 Speciale.

## Gerelateerde onderwerpen
- Ferrari 250 GTO
- Ferrari 458 Italia